# Minuskuł 2427
Minuskuł 2427 (Gregory-Aland) – miniaturowy rękopis Ewangelii Marka, napisany po grecku. Przy zastosowaniu metody paleograficznej ustalono datę jego powstania na XIV wiek, co byłoby zgodne ze sposobem sporządzenia ilustracji. Trudności podczas datowania przysporzył system występujących w tekście skrótów, zastosowanych według wzorców z przełomu III–IV wieku. Z tego powodu manuskrypt nazywano „Archaicznym Markiem”. W 2006 roku udowodniono, że rękopis jest fałszerstwem, dokonanym w XIX wieku. Bardziej szczegółowe badania, przeprowadzone w 2009 roku, wykazały, że rękopis powstał po roku 1874. Pod względem tekstualnym jest bliski dla Kodeksu Watykańskiego.
Manuskrypt nie posiada jakichkolwiek marginaliów. Jest przechowywany w Chicago, jego tekst nie został opublikowany, sporządzony natomiast został wykaz jego wariantów tekstowych. Rękopis nie jest wykorzystywany w krytycznych wydaniach greckiego Nowego Testamentu.

## Opis kodeksu
Kodeks stanowią 44 pergaminowe karty (11,5 na 8,5 cm), pisane jedną kolumną na stronę, 21–25 linijek w kolumnie. Karty ułożone zostały w formie bifolium. Tekst kodeksu nie został opatrzony w sekcje, Kanony Euzebiusza, czy nagłówki, nie ma żadnych not ani korekt marginalnych, zawiera natomiast 17 kolorowych ilustracji. Nic nie wskazuje, by mógł być pierwotnie częścią tetraevangelium. Jest to niespotykane zjawisko, ponieważ już od końca starożytności rozpowszechnił się zwyczaj pisania kodeksów zawierających cztery Ewangelie. Kodeks jest palimpsestem.
Rękopis został napisany małą minuskułą na pergaminowych kartach. Litery są grube, niejednolite, nierówne, o zmieniających się kształtach, trudne do czytania. Inicjały są zdobione i umieszczone zostały na marginesie.
Skryba posługuje się wczesnymi formami nomina sacra, charakterystycznymi dla III i IV wieku, lecz nietypowymi dla późnego średniowiecza. Na pierwszych kilku stronach skryba jest niezdecydowany co do stylu, skrótów i form gramatycznych, dopiero na dalszych stronach odnajduje swój styl. Odnosi się wrażenie, że skryba pisał w pośpiechu.
Na folio 39 verso znajduje się ilustracja ukrzyżowanego Chrystusa z licznymi cechami zaczerpniętymi z Ewangelii Jana (19,31-37). Nieznana jest przyczyna, dlaczego została umieszczona w Ewangelii Marka. Na folio 21 recto znajduje się ilustracja przedstawiająca „Przemienienie Jezusa”. Mojżesz przedstawiony został na niej z brodą, tymczasem ikonografia bizantyjska wieków X–XIII przedstawiała Mojżesza bez brody. Broda u Mojżesza pojawia się w wieku XIV.
Ilustracje zdradzają wpływy syryjskiej, ormiańskiej, jak i zachodniej ikonografii, zarówno wczesnej, jak i późnośredniowiecznej. Zdaniem Willoughby najbardziej prawdopodobnym miejscem dla powstania tego typu ikonografii jest Anatolia okresu Paleologów (XIV wiek), kiedy istniała moda na antyczne wzorce. Robert S. Nelson sugerował, że ilustracje kodeksu skopiowane zostały z minuskułu 777 (Ateny 93), dwunastowiecznego rękopisu. Jednak tego wskazania nie dało się obronić w każdym szczególe. Zauważono też pewne podobieństwa do przechowywanego w Petersburgu, minuskułu 2537 (Gregory-Aland). Podobieństwa dotyczą stylu pisma, inicjałów oraz ilustracji. Zachodzą jednak różnice co do ortografii, ligatur, skrótów, a zwłaszcza typu tekstu. Różnice te przekreślają, aby oba rękopisy wyszły spod tej samej ręki. Bardziej prawdopodobne jest, że korzystały z tego samego rękopisu, jak np. minuskuł 777 (Gregory-Aland). Minuskuł 2537 datowany jest na wiek XII-XIII (niektórzy sugerują XIV bądź XV).
Na końcu kodeksu zachowały się ślady po startym kolofonie. R.W. Allison ocenia, że należy go datować na XVI–XVIII wiek. Kolofon został wytarty na tyle starannie, że jego odczyt nie jest możliwy.

## Tekst
Grecki tekst kodeksu reprezentuje tekst aleksandryjski i wykazuje nadzwyczajną zgodność z Kodeksem Watykańskim. Stopień zgodności z Kodeksem Watykańskim jest prawie tak samo wysoki, jak Papirusu Bodmer XIV-XV z Kodeksem Watykańskim. W tekście brak jakichkolwiek bizantyńskich naleciałości . Ernest Cadman Colwell, amerykański krytyk tekstu i twórca tzw. „Claremont Profile Method” (metoda wielokrotnych wariantów), zauważył, że spośród 73 rzadkich wariantów Kodeksu Watykańskiego (w Ewangelii Marka), aż 46 znajduje się w kodeksie 2427.
Według Kurta i Barbary Alandów zgodny jest z tekstem bizantyjskim przeciwko „oryginalnemu” tylko 12 razy, 44 razy zgodny jest z tekstem bizantyjskim i oryginalnym jednocześnie, 102 razy wspiera tekst oryginalny przeciwko bizantyjskiemu, ponadto przekazuje 44 sobie właściwe warianty. Alandowie zaklasyfikowali go do Kategorii I.
Tekst kodeksu zawiera Dłuższe zakończenie Ewangelii Marka (16,9-20).
Warianty tekstowe
Słowa przed klamrą to tekst NA27, słowa po klamrze to warianty kodeksu 2427
Marek 1,3 Ησαια ] Ισαια
Mk 1,14 Γαλιλαιαν ] Γαλλιλαιαν
Mk 1,44 Μωυσης ] Μωησης
Mk 2,7 ει μη ] ει μι
Mk 2,22 οινον ωεον ] οινον παλαιον
Mk 2,25 Δαυιδ ] Δαυειδ
Mk 2,26 ιερεις ] αρχιερεις
Mk 3,17 Βοανεργες ] Βουανηργες
Mk 3,18 και Βαρθολομαιον ] brak
Mk 3,32 και οι αδελφοι σου και αι αδελφοι σου εξω ζητουσιν σε ] brak
Mk 5,1 εις το περαν της θαλασσης ] brak
Mk 6,2 και γενομενου σαββατου ηρξατο διδασκειν εν τη συναγωγη ] brak
Mk 7,2-5 τους αρτους – οι γαρ Φαρισαιοι… – και επερωτωσιν ] τους αρτους και επερωτωσιν
Mk 7,22 ασελγεια ] ασελγια
Mk 8 11 συζητειν αυτω, ζητουντες παρ’ αυτου σημειον απο του ουρανου, πειραζοντες ] συζητειν αυτω πειραζοντες
Mk 8,12: αμην λεγω υμιν, ει δοθησεται τη γενεα ταυτη σημειον ] brak
Mk 9,33 ηλθον ] ηλθαν
Mk 9,43 εις την ζωην ] εν τη ζωη
Μk 10,22: ην γαρ εχων κτηματα πολλα ] ην γαρ πλουσιος
Mk 10,29 ος αφηκεν οικιαν… … και αγρους μετα διωγμων ] ος αφηκεν οικιαν η αδελφους η αδελφας η μητερα η πατηρα η αγρους μετα διωγμων
Mk 11:28 η τις σοι ] και τις σοι
Mk 13,28b-29 οτι εγγυς το θερος, εστιν ουτως και υμεις οταν ιδητε ταυτα γινομενα γινωσκετε οτι εγγυς εστιν επι θυραις ] οτι το θερος εγγυς εστιν επι θυραις
Mk 14,72 και αναμνησθη ο Πετρος το ρημα ] – brak

## Odkrycie i hipotezy
Kodeks 2427 został znaleziony wśród rzeczy osobistych Jana Askitopoulosa, ateńskiego kolekcjonera i handlarza starożytności, po jego śmierci w 1917 roku. Edgar J. Goodspeed, profesor z University of Chicago dowiedział się o rękopisie przed rokiem 1931. W 1937 roku rękopis został w nielegalny sposób przesłany do Chicago, gdzie został sprzedany za nieznaną sumę pieniędzy. Jest współcześnie przechowywany w bibliotece Uniwersytetu w Chicago (Ms. 972). Planowano wydać tekst rękopisu wraz z komentarzem profesorów Goodspeed, Wiloughby oraz Colwell, jednak nie doszło to do skutku W 2006 roku rękopis został zdigitalizowany przez bibliotekę Uniwersytetu w Chicago i dostępny jest na goodspeed.lib.uchicago.edu. Margaret M. Mitchell oraz Patricia A. Duncan skolacjonowały tekst rękopisu w oparciu o 27 wydanie Novum Testamentum Graece Nestle-Alanda.
Datowanie kodeksu metodą paleograficzną od samego początku nastręczało trudności. Kirsopp Lake w oparciu o fotografię kodeksu datował go na XV-XX wiek.
Kirsopp Lake oraz Hermann von Soden uznali, że tekst kodeksu jest zbyt dobry, aby mógł być prawdziwy. Jednak Ernst Cadman Colwell, doszedł do wniosku, że tekst kodeksu może reprezentować najbardziej pierwotną formę tekstu Ewangelii Marka i nazwał kodeks „Archaicznym Markiem”. Zawiera jednak nieco opuszczeń względem tekstu Kodeksu Watykańskiego (Mk 7,2-5; 8,11b; 13,28b-29; a 10,29 jest krótszy). Opuszczenia te mają swoje paralele u pozostałych ewangelistów i wyglądają na brak interpolacji.
Tekst kodeksu wysoko oceniał paleograf T.C. Skeat. Aland umieścił go na liście rękopisów Nowego Testamentu, w grupie minuskułów, dając mu numer 2427. Tekst rękopisu zaklasyfikował do Kategorii I.
Tekst rękopisu został skolacjonowany przez M. M. Mitchell oraz P. A. Duncan w 2006 roku.

## Stwierdzenie fałszerstwa

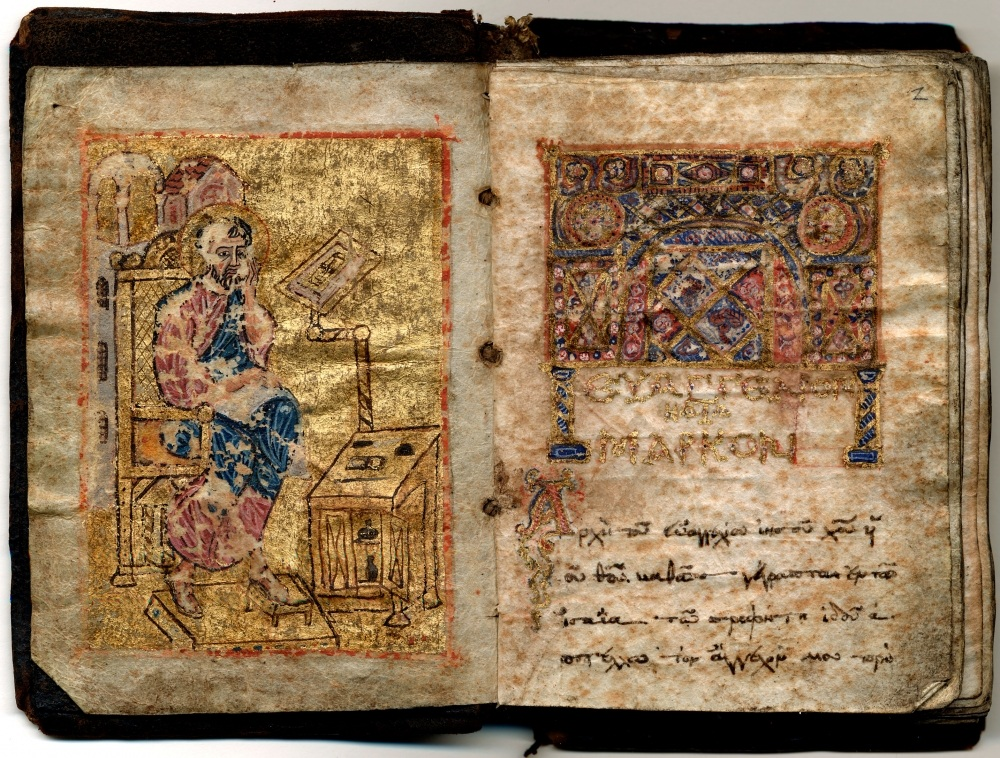
Portret Marka Ewangelisty oraz początek Ewangelii Marka

Część biblistów od początku podchodziła do kodeksu nieufnie. Zadawano pytanie, jako to możliwe, by kodeks z XII–XIV wieku, mógł przekazywać tekst aleksandryjski bez żadnych bizantyńskich naleciałości. W roku 1988 Mary V. Orna wykazała, że użyty w jednej z ilustracji pigment zawiera błękit pruski (Fe4[Fe(CN)6]3), a tę substancję zaczęto produkować dopiero w 1704 roku. Stwierdzono ponadto obecność tlenku tytanu w atramencie.
Stephen Carlson w roku 2006 zauważył, że tekst kodeksu wykazuje podobieństwo do wydanego w 1878 roku przez Filipa Buttmana greckiego Novum Testamentum. Kodeks powtarza dziewięć błędów zawartych w wydaniu Buttmana. Ponieważ nie jest możliwe, aby Buttman i autor rękopisu niezależnie od siebie popełnili dziewięć tych samych błędów, rachunek prawdopodobieństwa wskazuje, że jest to oszustwo .
Błędy kodeksu, które powstały w rezultacie kopiowania wydania NT Buttmana:
2,15 και γινεται εν τω κατακεισθαι
2,26 ηλθεν
3,1 και – εκει
4,28 πληρης σιτος
7,9 και ελεγεν αυτοις
9,11 ο τι
14,2 μη ποτε
14,14 błąd parablepsis, opuszczona została fraza ειπατε τω οικοδεσποτη οτι ο διδασκαλος λεγει που εστιν, a jest to dokładnie jedna linijka wydania Buttmana
15,20 ινα σταυρωσωσιν αυτον.
Dodatkowo siedem rzadkich wariantów tekstowych występujących u Buttmana pojawia się również w 2427. Tekst Buttmana rozbieżny jest z Kodeksem Watykańskim w 85 miejscach, 81 z nich uzyskuje wsparcie w kodeksie 2427 . Kodeks zawiera też pewną liczbę unikatowych wariantów, których brak u Buttmana, są one albo rezultatem albo nieuwagi skryby, albo harmonizacji, albo korzystał również z innego, nieznanego nam źródła.
W 2009 roku poddano rękopis dalszym wszechstronnym badaniom tekstualnym, mikroskopowym, prześwietlano promieniami X, promieniami UV, poddano chemicznej analizie. Pergamin badany metodą węgla-14 odatowany został na lata 1485-1631 i najprawdopodobniej pochodzi z połowy XVI wieku. W barwniku odkryto syntetyczną ultramarynę, którą zaczęto wytwarzać po 1820 roku. Odkryto też pigment litopon, który pojawił się w produkcji w 1874 roku , a na greckim rynku pojawił się dopiero na początku XX wieku. Rękopis więc nie mógł powstać przed 1874 rokiem. Biblioteka Uniwersytetu w Chicago w dalszym ciągu zamierza przechowywać rękopis, a doświadczenie zdobyte podczas prac nad nim jest pomocne w rekonstrukcji techniki fałszerstwa i może być dla rozszyfrowania innych tego typu fałszerstw .